# Научно-исследовательский институт планирования и нормативов
Научно-исследовательский институт планирования и нормативов при Госплане СССР (НИИПиН).
- Образован в 1960.
- Ликвидирован в 1991.
- Имел филиалы в:
  - Армянской ССР
  - Украинской ССР

Размещался по адресу: Москва, Кочновский проезд, д. 3.

## Предыдущие названия и подчиненность
Научно-исследовательский институт планирования и нормативов (НИИПИН) при Госплане СССР. 1960—1963
Научно-исследовательский институт организации управления и нормативов (НИИОУИН) при Совнархозе СССР. 1963—1966
Научно-исследовательский институт планирования и нормативов (НИИПИН) при Госплане СССР. 1966—1991
1991 г. — в ведении Министерства экономики и прогнозирования СССР
1994 г. — Институт микроэкономики

## Руководство
1960—? — Бор, Михаил Захарович
1979—? — А. М. Ковалевский
1986—1987 — Сенчагов, Вячеслав Константинович